# Оспедалети
Оспедалети (итал. Ospedaletti) је насеље у Италији у округу Империја, региону Лигурија.
Према процени из 2011. у насељу је живело 2760 становника. Насеље се налази на надморској висини од 36 м.

## Становништво
Према резултатима пописа становништва 2011. у општини је живело 3.386 становника.
| 1931. | 1936. | 1951. | 1961. | 1971. | 1981. | 1991. | 2001. | 2011. |
| ----- | ----- | ----- | ----- | ----- | ----- | ----- | ----- | ----- |
| 1.975 | 1.900 | 2.127 | 2.911 | 3.267 | 3.234 | 3.591 | 3.351 | 3.386 |

## Партнерски градови
- Soulac-sur-Mer